# Campionati europei di ciclismo su strada 2019 - Cronometro femminile Under-23
La cronometro femminile Under-23 dei Campionati europei di ciclismo su strada 2019, ventitreesima edizione della prova, si disputò l'8 agosto 2019 su un percorso di 22,4 km con partenza ed arrivo ad Alkmaar, nei Paesi Bassi. La medaglia d'oro fu appannaggio della tedesca Hannah Ludwig, la quale completò il percorso con il tempo di 29'20"85, alla media di 45,80 km/h; l'argento andò alla russa Marija Novolodskaja e il bronzo all'italiana Elena Pirrone.
Partenza con 29 cicliste, delle quali 28 portarono a termine la competizione.

## Ordine d'arrivo (Top 10)
| Pos. | Corridore                | Squadra     | Tempo    |
| ---- | ------------------------ | ----------- | -------- |
| 1    | Hannah Ludwig            | Germania    | 29'20"85 |
| 2    | Marija Novolodskaja      | Russia      | a 38"    |
| 3    | Elena Pirrone            | Italia      | a 40"    |
| 4    | Aurela Nerlo             | Polonia     | a 42"    |
| 5    | Emma Norsgaard Jørgensen | Danimarca   | s.t.     |
| 6    | Elizabeth Holden         | Regno Unito | a 49"    |
| 7    | Letizia Paternoster      | Italia      | a 51"    |
| 8    | Agnieszka Skalniak       | Polonia     | a 54"    |
| 9    | Maaike Boogaard          | Paesi Bassi | a 1'06"  |
| 10   | Anna Henderson           | Regno Unito | a 1'27"  |